# Cours élémentaire 2e année
« CE2 » redirige ici. Pour les autres significations, voir CE2 (homonymie).
Pour des articles plus généraux, voir Système éducatif en France et École primaire en France.
 (mai 2021).
Si vous disposez d'ouvrages ou d'articles de référence ou si vous connaissez des sites web de qualité traitant du thème abordé ici, merci de compléter l'article en donnant les références utiles à sa vérifiabilité et en les liant à la section « Notes et références ».
Dans le système éducatif français, le cours élémentaire 2e année (CE2), ou troisième année du cycle 2 ou cycle des apprentissages dits fondamentaux. En général, les élèves ont 8 ou 9 ans en fonction de leur date d'anniversaire.
Ce cycle permet à l'élève de continuer à acquérir les bases : la maîtrise du langage et de la langue française, les mathématiques, l'éducation civique, l'éducation physique et l'éducation artistique.
Il existe également des classes adaptées : ULIS pour les élèves en situation de handicap, UPE2A pour les élèves allophones.
Le cours précédent est le cours élémentaire 1re année (CE1), le cours suivant est le cours moyen 1re année (CM1).

## Programmes
Extrait du bulletin officiel spécial no 11 du 26 novembre 2015 :

### Horaires et matières
Les élèves du CE2 bénéficient d'un enseignement dans plusieurs domaines de 26 heures hebdomadaires. Ces horaires sont communs aux trois niveaux du cycle 3.
| Domaines                                          | Champs disciplinaires                  | Horaire minimum | Horaire maximum | Horaire du domaine |
| ------------------------------------------------- | -------------------------------------- | --------------- | --------------- | ------------------ |
| Langue française, éducation littéraire et humaine | Littérature (dire, lire, écrire)       | 3 h 30          | 4 h 30          | 12 heures          |
| Langue française, éducation littéraire et humaine | Étude de la langue (grammaire)         | 2 h 30          | 3 h 30          | 12 heures          |
| Langue française, éducation littéraire et humaine | Langue étrangère ou régionale          | 1 h 30          | 1 h 30          | 12 heures          |
| Langue française, éducation littéraire et humaine | Histoire et géographie                 | 3 heures        | 3 h 30          | 12 heures          |
| Langue française, éducation littéraire et humaine | Vie collective (Débat réglé)           | 30 minutes      | 30 minutes      | 12 heures          |
| Éducation scientifique                            | Mathématiques                          | 5 heures        | 5 h 30          | 8 heures           |
| Éducation scientifique                            | Sciences expérimentales et technologie | 2 h 30          | 3 heures        | 8 heures           |
| Éducation artistique                              | Éducation musicale - Arts visuels      | 3 heures        | 3 heures        | 3 heures           |
| Éducation physique et sportive                    |                                        | 3 heures        | 3 heures        | 3 heures           |

### Les domaines transversaux
| Domaines transversaux                         | Horaire |
| --------------------------------------------- | --- |
| Maîtrise du langage et de la langue française | 13 heures réparties dans tous les champs disciplinaires (dont 2 heures quotidiennes pour les activités de lecture et d'écriture) |
| Éducation civique                             | 1 heure répartie dans tous les champs disciplinaires 30 minutes pour le débat hebdomadaire                                       |